# 一號九龍道
一號九龍道（英語：Madison Park），是位於香港九龍深水埗九龍道的單幢住宅，樓高共24層，由市區重建局、信和置業發展，信和物業管理管理，預計於2020年11月入伙。項目於2018年8月獲批預售樓花同意書，同月上載售樓說明書及公怖首50伙售價，包括1房40伙及2房10伙單位，折實售價由557.4萬至829.8萬元，平均呎價18,517元至21,901元，及後同月再推30伙，結果累積收票逾500票，超額逾5倍，項目終在8月下旬開售首日共沽出55伙或69%，套現近3.5億元。至10月上旬項目累售65伙，共套現約4.3億。而示範單位設於奧海城3期。

## 歷史
大廈前身為1幢建於1959年，位於「九龍道1-3B號及僑蔭街1-5號」樓高8層的唐樓，地盤面積約599平方米，為市區重建局第二輪需求主導重建項目之一；2013年4月，市區重建局公佈共收到34份第二輪需求主導申請書，當中選取四個完全符合計劃先決條件的項目，納入市建局2013/2014業務計劃內，並得到財政司司長批准，而九龍道/僑蔭街項目則為兩個首批公布項目之一。
2013年6月，市建局向該項目約79個業主發出「有條件收購建議」，以相等於類似地區一個大約七年樓齡的假設重置單位的呎價作收購，即每平方呎實用面積9,857元，業主須於75日考慮和接受有關收購建議，如成功獲得上述八成業權的業主接納和得到政府授權進行，及後沒有收到任何上訴或所有上訴已被駁回後，市建局便會與業主完成收購程序和發放補償。否則項目便會終止。最終市建局於2013年9月宣佈得到每一個地段超過八成不分割份數業權的的業主簽署買賣合約，並於11月刊憲獲發展局局長授權進行；當中，市建局總監（收購及就置）黃偉權指，游說業主簽約的過程甚艱巨，有業主同意收購，簽約時卻反口，該項目於限期屆滿前兩周仍不足六成業主同意建議，至限期屆滿前夕才僅湊夠八成。
2015年3月，地政總署刊憲根據《收回土地條例》收回土地進行重建作住宅用途，並提供零售及附屬設施，包括地面上落客貨區連停車場。
2016年8月，市建局邀請有興趣參與的發展商提交合作發展意向書，終接獲32份意向書，市建局董事會設立的招標遴選小組經詳細考慮後，於同年9月決定邀請27家符合資格的發展商入標。至10月上旬截止時，一共接獲11份標書，同月下旬市建局公布決定與信和置業合作發展該項目，當時預計可提供約4,070平方米住宅樓面面積（約80個住宅單位），以及約814平方米商業樓面面積。而市場消息透露，項目招標條款列明，當項目的賣樓收入超過6.8億元，市建局可獲分紅，首2500萬元的分紅兩成，其後每2500萬元增一成，遞增至7500萬元或以上分紅五成。條款亦提及，將來單位面積最小要在260方呎或以上，並至少一半單位面積於480方呎以下，預料該地皮估值介乎2.7億至3億港元，每呎地價由5200元起。
2017年6月，屋宇署獲批建1幢25層商住物業，住宅樓面涉4.38萬方呎，另設8766方呎商業樓面。

## 簡介
一號九龍道 共設24層（不包括天台、高層天台1、高層天台2及高層天台3，並不設4、13、14及24樓），於5至27樓提供100伙實用面積介乎301方呎至443方呎的1房至2房住宅單位，當中1房佔60伙，其餘則為2房戶，其中有10伙為連平台或連天台的特色單位，有報導指為「市建局近年最大入場戶」，其餘樓層分別設有
- 地下：住宅入口大堂、商舖、停車場（1個訪客停車位、1個傷健人士停車位、1個電單車停車位及1個上落貨車位）
- 1-2樓：商舖、機房
- 3樓：住客會所（面積約1,366平方呎）

## 命名

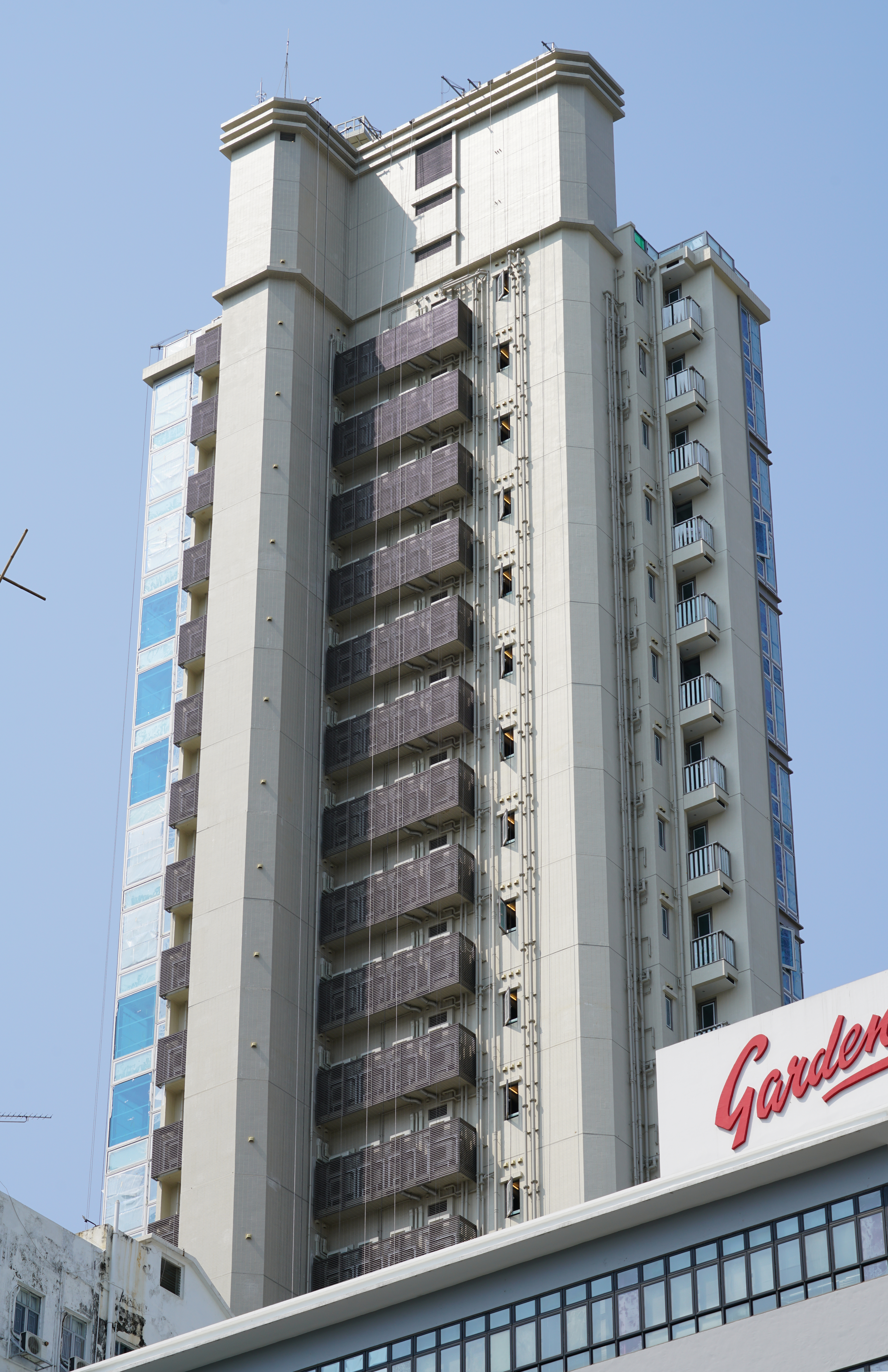
物業背面

2018年6月發展商公佈樓盤中英文名稱，表示「項目擁有市區難得一見的綠化景觀，是鬧市少有的自然美景」，故英文名為“Madison Park”，即「美麗的公園」，中文則以地址來定名。

## 興建圖像

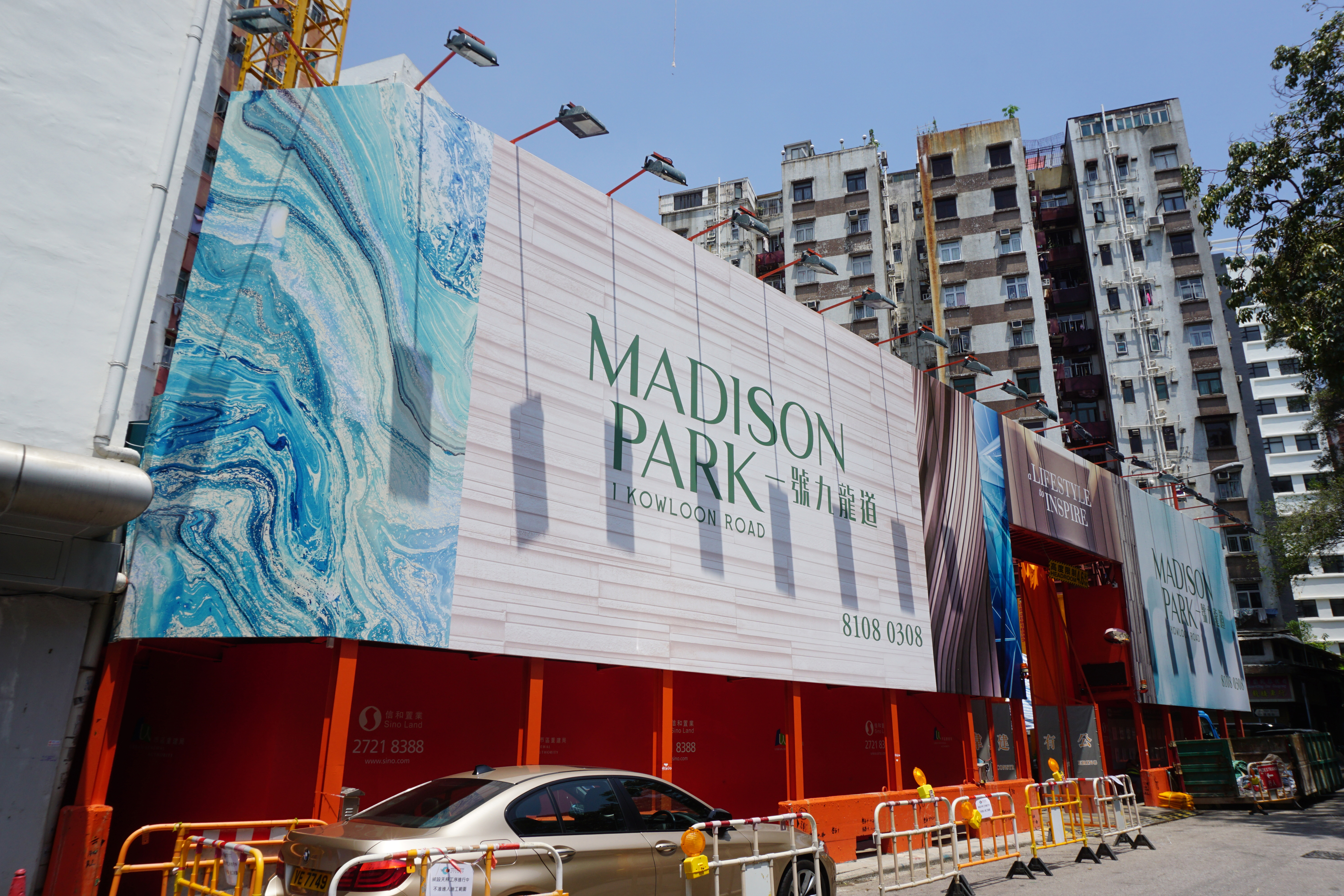
2018年6月
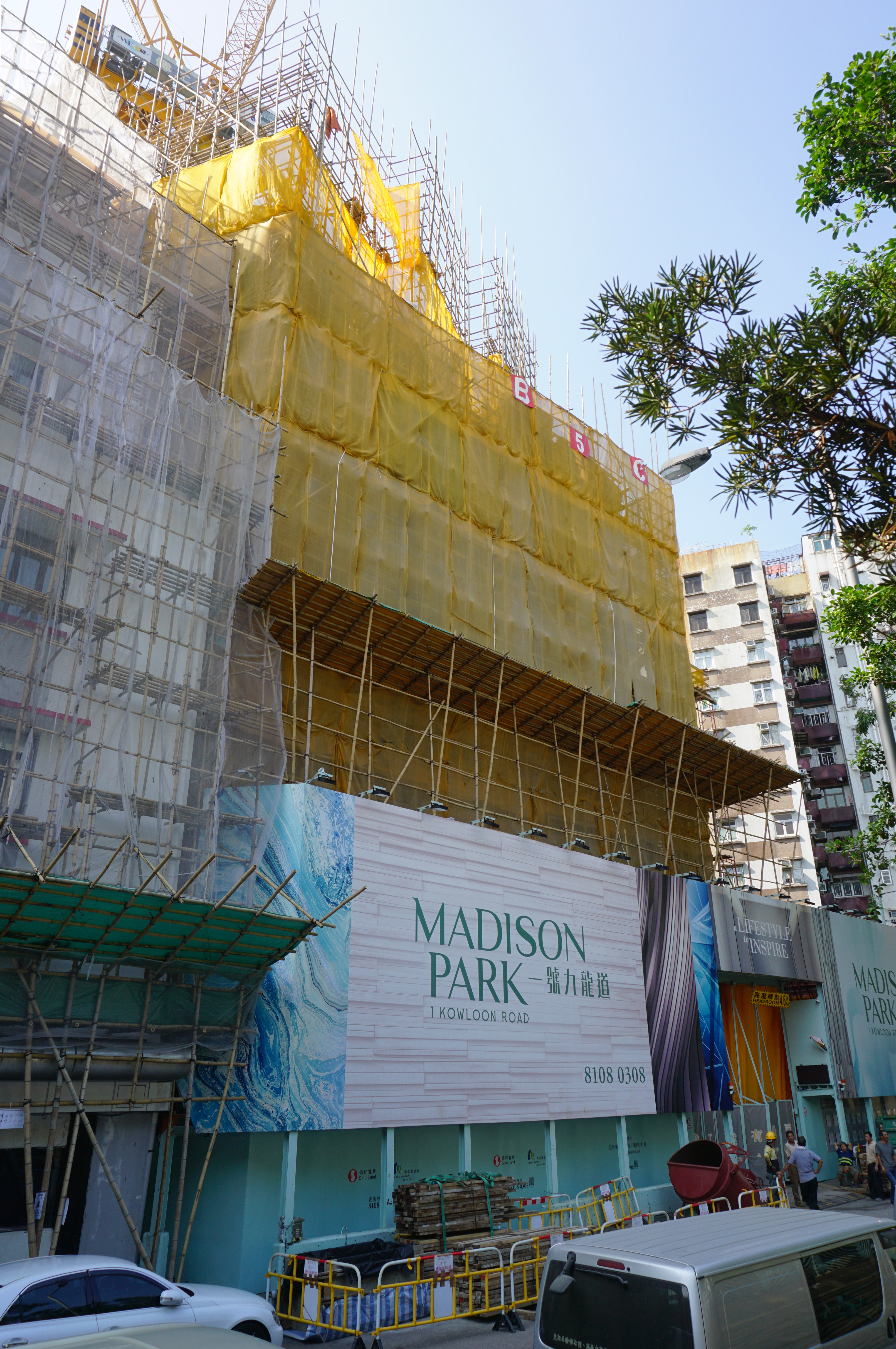
2018年11月
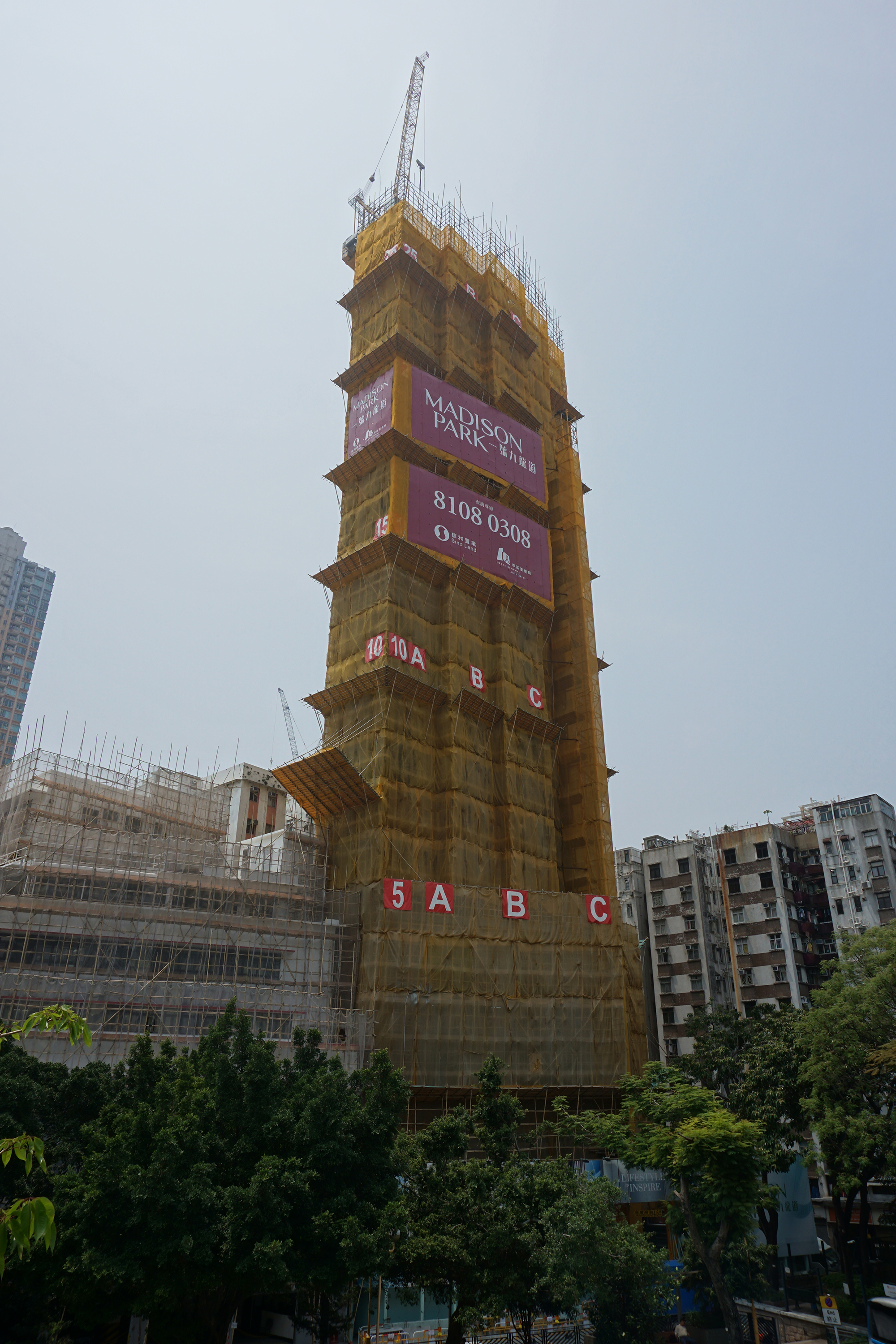
2019年4月

## 鄰近
- 嘉頓烘焙中心
- 大埔道休憩花園
- 陳樹渠紀念中學
- 寶血會女修院/寶血醫院（明愛）
- 香港路德會救主堂/路德會救主學校
- 薩凡納藝術設計學院(香港)
- 美荷樓
- 樂年花園

## 外部連結
- 一號九龍道 官方網頁（页面存档备份，存于）